# Julianna Margulies

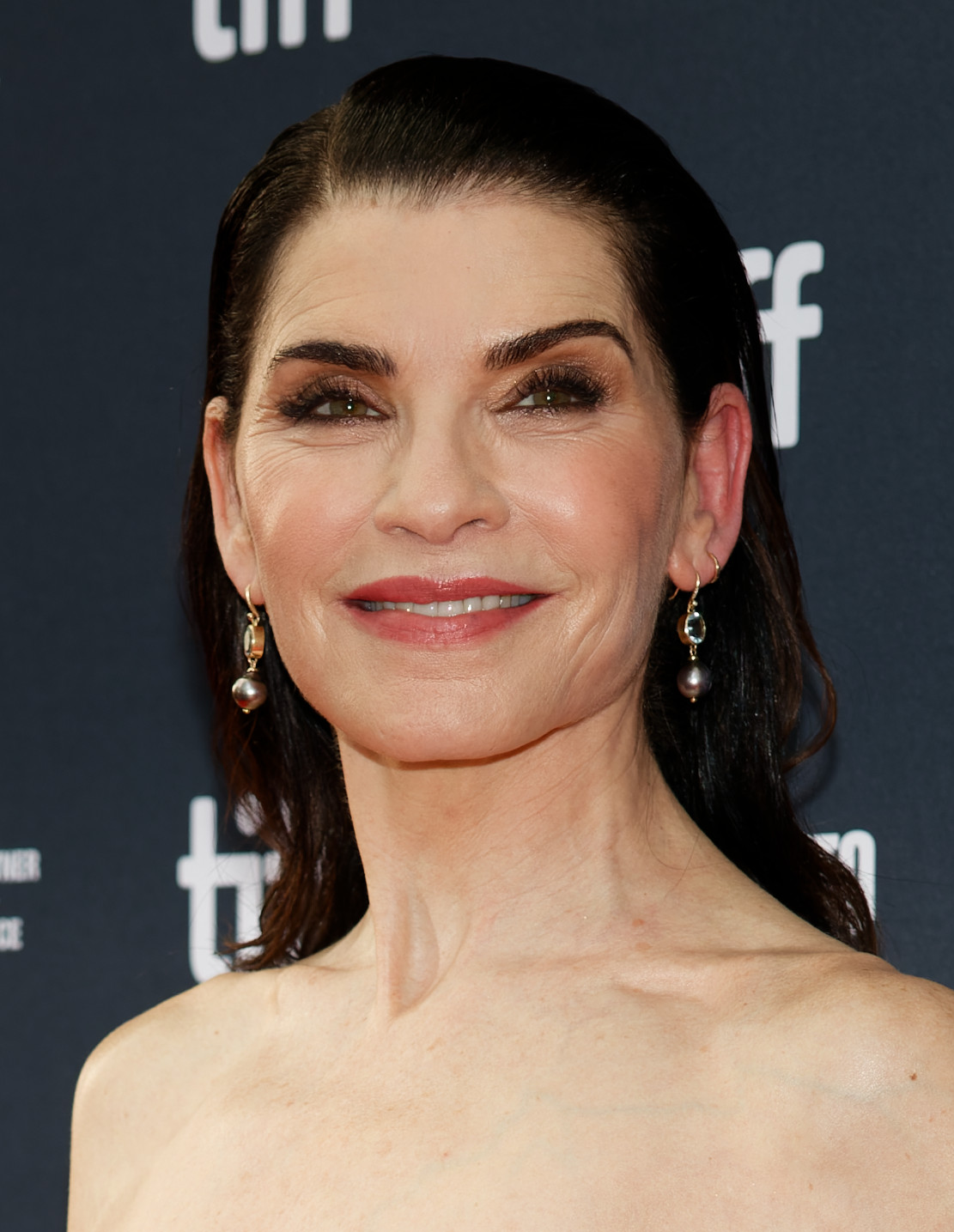
Julianna Margulies (2024)

Julianna Luisa Margulies (* 8. Juni 1966 in Spring Valley, New York) ist eine US-amerikanische Schauspielerin. Sie ist Golden-Globe-Preisträgerin und dreifache Emmy-Gewinnerin.

## Leben und Karriere
Margulies ist die Tochter einer ehemaligen professionellen Balletttänzerin und des Philosophen Paul Eli Margulies (1935–2014). Sie verbrachte einen Teil ihrer Jugend in England und Paris. Ihren Abschluss machte sie am renommierten Sarah Lawrence College. 
Margulies wurde vor allem durch ihre Rolle der Krankenschwester Carol Hathaway in der US-Fernsehserie Emergency Room – Die Notaufnahme bekannt. Für diese Rolle erhielt sie zahlreiche Preise und Nominierungen, darunter vier Golden-Globe-Nominierungen und sechs Nominierungen für einen Emmy, den sie einmal, 1995 in der Kategorie Outstanding Supporting Actress in a Drama Series, gewann.
Obwohl ihr 27 Millionen US-Dollar für eine Vertragsverlängerung bei Emergency Room angeboten wurden, lehnte Margulies ab, um sich mehr auf andere Projekte konzentrieren zu können.
2008 spielte Margulies eine der Hauptfiguren in der Fernsehserie Canterbury’s Law. Zwei Jahre später brachte ihr die Titelrolle in der Serie Good Wife nach sechs vergeblichen Nominierungen in der Vergangenheit erstmals den Golden Globe Award ein. 2011 und 2014 konnte sie außerdem für diese Rolle jeweils einen Emmy in der Kategorie Beste Hauptdarstellerin in einer Dramaserie gewinnen. In Good Wife wird sie von ihrer langjährigen Synchronstimme Anke Reitzenstein gesprochen.

### Persönliches
Am 10. November 2007 heiratete Margulies ihren Verlobten Keith Lieberthal in Lenox (Massachusetts). Das Paar hat einen gemeinsamen Sohn, der am 17. Januar 2008 geboren wurde.

## Filmografie (Auswahl)

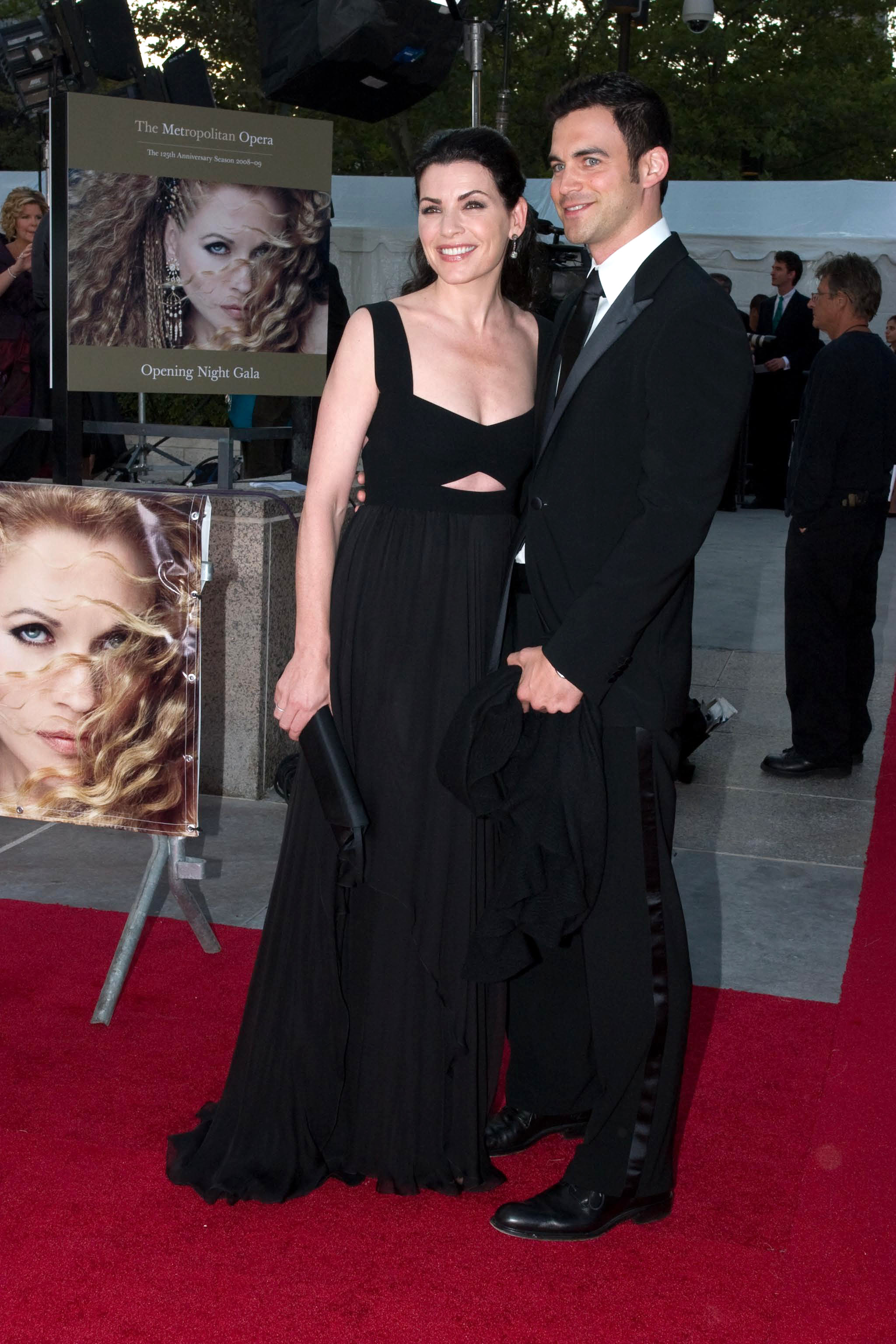
Margulies mit ihrem Mann Keith Lieberthal (2008)

- 1991: Deadly Revenge – Das Brooklyn-Massaker (Out for Justice)
- 1993: Law & Order (Fernsehserie, Folge The Macho-Men)
- 1993: Mord ist ihr Hobby (Murder, She Wrote, Fernsehserie, Folge S10E9 Kein Urlaub auf Hawaii)
- 1994: Philly Heat (Fernsehmehrteiler)
- 1994–2000, 2009: Emergency Room – Die Notaufnahme (ER, Fernsehserie, 135 Folgen)
- 1997: Paradise Road
- 1997: Teurer als Rubine (A Price above Rubies)
- 1998: Die Newton Boys (The Newton Boys)
- 2000: Dinosaurier (Dinosaur, Stimme)
- 2000: What’s Cooking?
- 2001: Ein Mann für geheime Stunden (The Man from Elysian Fields)
- 2001: Die Nebel von Avalon (The Mists of Avalon, Fernsehmehrteiler)
- 2001: The Big Day
- 2001: Jenifer (Fernsehfilm)
- 2002: Ghost Ship
- 2002: Evelyn
- 2003: Hitler – Aufstieg des Bösen (Hitler: The Rise of Evil, Fernsehfilm)
- 2004: The Grid (Miniserie)
- 2004: Scrubs – Die Anfänger (Scrubs, Fernsehserie, Folgen 4x09–4x10)
- 2004: Autism Is a World (Stimme)
- 2005: Slingshot
- 2006: The Darwin Awards
- 2006: Das verschwundene Zimmer (The Lost Room, Fernsehmehrteiler)
- 2006: Beautiful Ohio
- 2006: Snakes on a Plane
- 2006–2007: Die Sopranos (The Sopranos, Fernsehserie, 4 Folgen)
- 2008: Canterbury’s Law (Fernsehserie, 6 Folgen)
- 2009: Meet the Rizzos (City Island)
- 2009–2016: Good Wife (The Good Wife, Fernsehserie, 156 Folgen)
- 2012: Stand Up Guys
- 2017: Mein Bester & Ich (The Upside)
- 2017: State of Mind – Der Kampf des Dr. Stone (Three Christs)
- 2018: Dietland (Fernsehserie, 10 Folgen)
- 2019: The Hot Zone (Fernsehserie, 6 Folgen)
- 2020: Billions (Fernsehserie, 3 Folgen)
- 2021–2023: The Morning Show (Fernsehserie, 14 Folgen)
- 2024: Millers in Marriage

## Auszeichnungen und Nominierungen

### Golden Globe
- 1996: Beste Nebendarstellerin in einer Drama-Serie (ER) (Nominierung)
- 1998: Beste Darstellerin in einer Drama-Serie (ER) (Nominierung)
- 1999: Beste Darstellerin in einer Drama-Serie (ER) (Nominierung)
- 2000: Beste Darstellerin in einer Drama-Serie (ER) (Nominierung)
- 2002: Beste Darstellerin in einer Miniserie oder Fernsehfilm (Die Nebel von Avalon) (Nominierung)
- 2005: Beste Darstellerin in einer Miniserie oder Fernsehfilm (The Grid) (Nominierung)
- 2010: Beste Darstellerin in einer Drama-Serie (Good Wife)
- 2011: Beste Darstellerin in einer Drama-Serie (Good Wife) (Nominierung)
- 2012: Beste Darstellerin in einer Drama-Serie (Good Wife) (Nominierung)
- 2013: Beste Darstellerin in einer Drama-Serie (Good Wife) (Nominierung)
- 2014: Beste Darstellerin in einer Drama-Serie (Good Wife) (Nominierung)

### Emmy Awards
- 1995: Beste Nebendarstellerin in einer Drama-Serie (ER)
- 1996: Beste Nebendarstellerin in einer Drama-Serie (ER) (Nominierung)
- 1997: Beste Hauptdarstellerin in einer Drama-Serie (ER) (Nominierung)
- 1998: Beste Hauptdarstellerin in einer Drama-Serie (ER) (Nominierung)
- 1999: Beste Hauptdarstellerin in einer Drama-Serie (ER) (Nominierung)
- 2000: Beste Hauptdarstellerin in einer Drama-Serie (ER) (Nominierung)
- 2010: Beste Hauptdarstellerin in einer Drama-Serie (Good Wife) (Nominierung)
- 2011: Beste Hauptdarstellerin in einer Drama-Serie (Good Wife)
- 2012: Beste Hauptdarstellerin in einer Drama-Serie (Good Wife) (Nominierung)
- 2014: Beste Hauptdarstellerin in einer Drama-Serie (Good Wife)

### Screen Actor Guild Awards
- 1995: Bestes Ensemble in einer Drama-Serie (ER) (Nominierung)
- 1996: Bestes Ensemble in einer Drama-Serie (ER)
- 1996: Beste Hauptdarstellerin in einer Drama-Serie (ER) (Nominierung)
- 1997: Bestes Ensemble in einer Drama-Serie (ER)
- 1998: Beste Hauptdarstellerin in einer Drama-Serie (ER)
- 1998: Bestes Ensemble in einer Drama-Serie (ER)
- 1999: Beste Hauptdarstellerin in einer Drama-Serie (ER)
- 1999: Bestes Ensemble in einer Drama-Serie (ER)
- 2000: Bestes Ensemble in einer Drama-Serie (ER) (Nominierung)
- 2001: Bestes Ensemble in einer Drama-Serie (ER) (Nominierung)
- 2010: Beste Hauptdarstellerin in einer Drama-Serie (Good Wife)
- 2010: Bestes Ensemble in einer Drama-Serie (Good Wife) (Nominierung)
- 2011: Beste Hauptdarstellerin in einer Drama-Serie (Good Wife)
- 2011: Bestes Ensemble in einer Drama-Serie (Good Wife) (Nominierung)
- 2012: Beste Hauptdarstellerin in einer Drama-Serie (Good Wife) (Nominierung)
- 2012: Bestes Ensemble in einer Drama-Serie (Good Wife) (Nominierung)
- 2013: Beste Hauptdarstellerin in einer Drama-Serie (Good Wife) (Nominierung)